# Somerville (Texas)
Somerville è un centro abitato degli Stati Uniti d'America, situato nella contea di Burleson dello Stato del Texas.

## Geografia fisica
Somerville è situata a 30°20′41″N 96°31′49″W (30.344616, -96.530335).
Secondo lo United States Census Bureau, ha un'area totale di 3,0 miglia quadrate (7,8 km²).

## Società

### Evoluzione demografica
Secondo il censimento del 2000, c'erano 1.704 persone, 639 nuclei familiari, e 430 famiglie residenti nella città. La densità di popolazione era di 571,1 persone per miglio quadrato (220,8/km²). C'erano 768 unità abitative a una densità media di 257,4 per miglio quadrato (99,5/km²). La composizione etnica della città era formata dal 54,17% di bianchi, il 30,52% di afroamericani, l'1.06% di nativi americani, lo 0,12% di asiatici, l'11,80% di altre razze, e il 2,35% di due o più etnie. Ispanici o latinos di qualunque razza erano il 21,48% della popolazione.
C'erano 639 nuclei familiari di cui il 31,6% avevano figli di età inferiore ai 18 anni, il 43,8% erano coppie sposate conviventi, il 18,6% aveva un capofamiglia femmina senza marito, e il 32,6% erano non-famiglie. Il 28,6% di tutti i nuclei familiari erano individuali e il 14,6% aveva componenti con un'età di 65 anni o più che vivevano da soli. Il numero di componenti medio di un nucleo familiare era di 2,67 e quello di una famiglia era di 3,32.
La popolazione era composta dal 30,9% di persone sotto i 18 anni, il 9,2% di persone dai 18 ai 24 anni, il 24,9% di persone dai 25 ai 44 anni, il 20,0% di persone dai 45 ai 64 anni, e il 15,0% di persone di 65 anni o più. L'età media era di 34 anni. Per ogni 100 femmine c'erano 94,1 maschi. Per ogni 100 femmine dai 18 anni in giù, c'erano 87,3 maschi.
Il reddito medio di un nucleo familiare era di 26.208 dollari, e quello di una famiglia era di 34.844 dollari. I maschi avevano un reddito medio pro capite di 25.679 dollari contro i 17.379 dollari delle femmine. Il reddito medio pro capite era di 12.995 dollari. Circa il 18,3% delle famiglie e il 24,0% della popolazione erano sotto la soglia di povertà, incluso il 34,5% di persone sotto i 18 anni e il 15,8% di persone di 65 anni o più.